# Ernestia vagans
Ernestia vagans là một loài ruồi trong họ Tachinidae.